# جراحة ذاتية
الجراحة الذاتية (بالإنجليزية: Self-surgery)‏ هي قيام الشخص بعمل إجراء جراحي على نفسه. وقد يتم القيام بذلك فعلا في ظروف قصوى ضرورية، أو كمحاولة لتجنب الحرج، أو بسبب إجراءات قانونية، أو التكاليف المالية، أو كمظهر نادر من الاضطراب النفسي.

## الأعضاء التناسلية
لا تكون هذه العمليات الجراحية خطيرة أو تهدد الحياة عموما. في بعض الأحيان، يلجأ الناس إلى الجراحة الذاتية في شكل إخصاء في محاولة للسيطرة على التحفيز الجنسي، أو بسبب اضطراب الهوية الجنسية.
وكان بوسطن كوربيت، الجندي الذي قتل قاتل ابراهام لينكولن جون ويلكس بوث، قد أجرى عملية جراحية ذاتية في وقت مبكر من حياته، حيث أنه قام بإخصاء نفسه باستخدام المقص من أجل تجنب إغراء البغايا. وذهب بعد ذلك إلى اجتماع الصلاة وأكل وجبة قبل الذهاب للعلاج الطبي.

## جراحة ذاتية بطنية
نجاح العمليات الجراحية الذاتية في البطن نادرة للغاية. وهناك عدد قليل من الحالات التي تم نشرها بشكل جيد وجدت طريقها إلى الأدب الطبي.
- في 15 فبراير 1921، أجرى إيفان أونيل كين عملية استئصال الزائدة الدودية الخاصة به في محاولة لإثبات فاعلية التخدير الموضعي لهذه العمليات. ويعتقد أنه كان أول جراح قام بذلك.[5] ومع ذلك، كان كين قد قام سابقا بعمليات استئصال الزائدة الدودية (على الآخرين) باستخدام المخدر الموضعي.[6] وفي عام 1932، أجرى كين عملية ذاتية أكثر خطورة لإصلاح فتقه الإربي في سن ال 70.[7]
- في 30 أبريل 1961، قام ليونيد روغوزوف بإزالة زائدته الدودية المصابة في محطة أبحاث نوفولازاريفسكاجا السوفياتية في أنتاركتيكا، حيث كان الطبيب الوحيد بين الموظفين. واستمرت العملية لمدة ساعة و45 دقيقة.[8][9] وأبلغ روجوزوف عن الجراحة لاحقا في نشرة المعلومات في بعثة القطب الجنوبي السوفيتي.[10]
- كان الطالب الذي أجرى بالفعل الإخصاء الذاتي موضوع تقرير حالة عام 1979 من قِبل كالين.[11][12] كما حاول الطالب، بعد مرور بعض الوقت من الإخصاء الذاتي، تقليل نشاط الغدة الكظرية عن طريق حقن ألبيومين المصل البقري، والهرمون المطلق للهرمون المنشط للجسم الأصفر، ومساعد فروند. وعندما نتج عن ذلك خراج في موقع الحقن، لجأ إلى الجراحة الذاتية. وقال الطبيب النفسي:

- في عام 2000، أُجبرت امرأة مكسيكية تُدعى إينيس راميريز على اللجوء إلى الجراحة الذاتية - وهي عملية قيصرية - بسبب نقص المساعدة الطبية أثناء ولادة صعبة: "أخذت ثلاثة أكواب صغيرة من الخمر، وباستخدام سكين المطبخ، قطعت بطنها في 3 محاولات ... مع قطع في الرحم نفسه طوليا، وأنجبت رضيع ذكر، وكل من الأم والطفل على قيد الحياة وعلى ما يرام الآن.[13]

## تحت الإشراف الطبي
كانت جيري نيلسن الطبيب الوحيد في الخدمة في محطة أبحاث أمندسن سكوت بأنتاركتيكا في مؤسسة العلوم الوطنية بالولايات المتحدة في عام 1999، عندما وجدت كتلة ورم في صدرها. واضطرت إلى أخذ خزعة منها بنفسها. وأصبحت تجربتها خبرا دوليا وكانت الأساس لسيرتها الذاتية، رابطة الجليد. ووُجِد أن الكتلة سرطانية، لذلك قامت بتناول العلاج الكيميائي. وظلت متعافية من السرطان لعدة سنوات، ولكنها توفيت في عام 2009 بعد ظهور السرطان مرة أخرى وانتشاره إلى دماغها.

## نقب الجمجمة الذاتي
يتضمن نقب الجمجمة حفر ثقب في الجمجمة. وأكثر الأمثلة شهرة لنقب الجمجمة الذاتي هي أماندا فيلدينغ، وجوي ميلين (شريك فيلدينغ)، وبارت هوجيس (الذي أثر في كل من ميلن وفيلدينغ).

## بتر الأطراف المحاصرة
- في عام 1993، بتر دونالد وايمان ساقه باستخدام سكينة جيبه بعد أن تم إحصارها بواسطة شجرة.[14]
- في عام 1993، كان بيل جيراكي يصطاد بالقرب من سانت ماري الجليدية في ولاية كولورادو، عندما ثبتت صخرة ساقه اليسرى. كان الجليد متوقع وكان جيراكي دون سترة، ولم يعتقد جيراكي أنه سيبقى على قيد الحياة في الليل، فصنع عاصبة من قميصه وقام بقطع ساقه[15] باستخدام السكين عند مفصل الركبة، واستخدم مرقئ من عدة الصيد لربط الشرايين النازفة.
- في عام 2002، قطع دوغ غودال ذراعه[16] عند الكوع من أجل البقاء على قيد الحياة في حادث في البحر.
- كان أرون رالستون، وهو طالب سابق في جامعة كارنيغي ميلون، في رحلة كانيونيرينغ في عام 2003 في بلو جون كانيون (بالقرب من مواب، يوتا)، عندما سقطت صخرة وحصرت ساعده الأيمن في الأسفل وسحقته. حاول أولا أن يقطع الصخرة حول يده بسكين جيبه، لكنه يئس من المحاولة بعد يومين. بعد ذلك حاول رفع الصخرة بنظام بكرة بسيط مصنوع من الحبل والعتاد، ولكن ذلك فشل أيضا. في اليوم السادس، كان رالستون قد أصابه التجفاف والهذيان ورأي نفسه رجل بذراع واحد يلعب مع ابنه في المستقبل، فقام بقطع الأنسجة الرخوة حول كسر ساعده باستخدام شفرة بليدة من أداة متعددة الاستخدام له، ثم استخدم أداة كماشة لتمزيق الأوتار الأكثر صرامة. وكان حريصا على عدم قطع الشرايين قبل إرفاق عاصبة مرتجلة، ثم قطع الحزمة الرئيسية من الأعصاب، مما أدى إلى ألم شديد، ثم قطع آخر قطعة من الجلد وأصبح حرا. وكان في حالة جسدية سيئة بعد أن فقد أكثر من لتر من الدم، وتمكن من الوصول إلى عائلة هولندية عرضت المساعدة ووجهته إلى طائرة هليكوبتر لإنقاذه وأخذوه إلى المستشفى. قصة درامية من فيلم 127 ساعة (2010).
- في عام 2003، حُبِسَ عامل منجم فحم أسترالي على بعد ثلاثة كيلومترات تحت الأرض بجرار مقلوب، فقطع ذراعه بسكين.[17] وكان الرجل البالغ من العمر 44 عاما، والذي لم تتتعرف عليه الشرطة، يعمل متأخرا في منجم وادي هنتر عندما مال الجرار، وسحق ذراعه واحتجزه.